# バスカード (広島県)
バスカードは、1993年から2011年まで、広島県西部（大竹市を除く）・北部地区のバス・鉄軌道など交通機関で共通利用できた磁気式乗車カードシステムである。ICカード乗車券PASPYの普及により、2010年1月をめどに各社局での販売を終了し、2011年3月31日をもって利用を終了した（後述）。

## 概要
広島都市圏では同一方面のバス路線を複数のバス会社が運行していることから、1983年（昭和58年）から「6社共通回数券」（広島電鉄、広島バス、広島交通、芸陽バス、備北交通、国鉄バスが対象）を発売しており、それを磁気式プリペイドカードに変える形で誕生した。
カードシステムは既に全国で導入例があったが、会社の枠を超えて多くの事業者が共通利用できる磁気式カードとしては全国初であった。
カード自体の正式名称は発行事業者によって異なり、広島電鉄とエイチ・ディー西広島はパセオカード、アストラムラインはアストラムカード、その他のバス事業者はすべてバスカードであった。各事業者によって名称は違っており、パスネットやスルッとKANSAIのような共通利用システムに対するブランド名はなかったが、原則としてどの社局で発売されたカードでも加盟社局間相互に使用が可能であった。以下この記事内では、特に事情のない限り「バスカード」で名称を統一する。
- 発売額は1,000円、3,000円、5,000円の3種。いずれも大人用のみで、小児用や複数人用はない。
- それぞれ発売額の10%のプレミアム（1,000円→1,100円分、3,000円→3,300円分、5,000円→5,500円分それぞれ利用可能）が付くため、いわば回数券カードの役割を果たしている。
- 広島電鉄発行のカードは裏面左上に「1自」（市内バス）「2自」（郊外バス）「電車」の表示がある。
- 購入は広電電車・各バスの車内・広島バスセンター・定期券売り場など。広島バスセンターでは各事業者のさまざまな絵柄のカードがまとめて1台の自動販売機に入っている。
- バスカードの中には映画の割引券としても使用可能なものもあった。
- JRバス中国発行のカードは岡山県や山口県の路線と異なり、当時島根県内まで越境し、島根県側のバス事業者と競合する路線があったことから、島根県共通バスカードとしても利用できるよう島根県側のバスカードシステムを改良する形で、広島島根両県の複数社のバスカード対応路線で利用できるカードとして発展した。島根県側では独自のイラストのカードを営業所等で販売した。

## 利用可能だった社局
◇はカード発行会社、無印は利用のみ可能会社
2011年3月サービス終了まで利用可能だった会社
- ◇広島電鉄（電車・バス）
- ◇広島バス
- ◇広島交通
- ◇芸陽バス
- ◇備北交通
- ◇JRバス中国
- ◇広島高速交通〈アストラムライン〉
- ◇呉市交通局〈呉市営バス〉
- エイチ・ディー西広島〈ボン・バス〉
- 広交観光（井原線のみ）
- 宮島松大汽船
- JR西日本宮島フェリー宮島航路

高速バスでは、広島空港 - 広島市内のリムジンバス、広島と周辺の一部の都市（呉市・庄原市・三次市など）を結ぶ高速便で、 コミュニティバスでは、府中町の「つばきバス」（広島電鉄が運行）と廿日市市の「廿日市さくらバス」、三次市の「ウエーブ号」で利用が可能だった。
2010年までに取扱を終了した会社
- 広交タクシー（フジハイツ線のみ）
  - 同社のバス事業廃止に伴い、2003年9月30日の運行をもって利用不可能となった。なお、フジハイツ線はエイチ・ディー西広島に移管され、バスカードが利用可能となっている。
- 広今あきなだ高速（蒲刈線のみ）
  - 同社のバス事業廃止に伴い、2007年3月31日の運行をもって利用不可能となった。なお、蒲刈線は瀬戸内産交に移管された。
- 瀬戸内産交（広島蒲刈線のみ）
  - 2008年11月18日の運行をもって、呉駅前・そごう発着系統、広島バスセンター発着系統が廃止され、さんようバスの広島 - 蒲刈・豊浜・豊線に承継。
- さんようバス（広島 - 蒲刈・豊浜・豊線のみ）
  - 上述の瀬戸内産交の路線を譲受した路線だったが、2010年10月31日をもってバスカードの取扱いを終了した。

## 歴史
- 1983年（昭和58年）8月25日 - 広島電鉄（バスのみ）、広島バス、広島交通、芸陽バス、備北交通、国鉄バス（→JR西日本中国自動車事業部→中国JRバス）で利用可能な6社共通回数券を導入[1]。
- 1993年（平成5年）
  - 3月10日 - サービス開始を前に、広島バスセンターで6社共通バスカードの委託販売を開始[1][注 1]。
  - 3月25日 - 広島電鉄、広島バスの市内線一部路線からサービス開始[1]。
  - 10月1日 - 広島交通、芸陽バス、備北交通、中国JRバスでも一部路線からサービス開始[1]。その後も6社導入路線を順次拡大。
- 1994年（平成6年）8月20日 - 広島高速交通が参入。従来6社発行のカードはバスカード、広島高速交通発行のカードはアストラムカードとなる。バスとアストラムラインの共通利用・乗継割引サービス開始[3]。
- 1995年（平成7年） - バス事業者間の乗継割引サービス開始[3]。
- 1996年（平成8年）8月31日 - 呉市交通局が参入。ただしこの時は広島線のみ利用可能。
- 1997年（平成9年）
  - 3月31日 - 広島電鉄が電車にも導入。広島電鉄発行のカードのみパセオカードと名称変更。[注 2]
  - （不明） - 宮島松大観光船（現・宮島松大汽船）が参入。
- 1999年（平成11年）4月1日 - エイチ・ディー西広島が参入。広島電鉄の子会社であるため、カード名称はパセオカード。
- 2000年（平成12年）1月19日 - 広島あきなだ高速（現・広今あきなだ高速）が参入。蒲刈線のみ利用可能に。
- 2001年（平成13年）9月 - 広交タクシーが参入。フジハイツ線のみ利用可能に。
- 2002年（平成14年）3月1日 - 呉市交通局の一般路線（一部）での導入開始。
- 2003年（平成15年）
  - 4月1日 - 広交観光井原線で利用可能になる（中国JRバスからの移管に伴うもの）。
  - 10月1日 - 広交タクシーが撤退。府中町のコミュニティバス「つばきバス」と呉市交通局全路線で利用可能になる。
- 2005年（平成17年）4月1日 - JR西日本宮島航路（現・JR西日本宮島フェリー宮島航路）で利用可能になる。
- 2006年（平成18年）6月2日 - 廿日市市のコミュニティバス「廿日市さくらバス」で利用可能となる。
- 2007年（平成19年）4月1日 - 広今あきなだ高速が撤退し、瀬戸内産交が参入。広島蒲刈線のみ利用可能に。
- 2008年（平成20年）
  - 1月26日 - 路線バスの広島市内中心路線などからICカード（PASPY）を順次導入開始。2009年度中に全路線で導入完了。
  - 11月19日 - 瀬戸内産交が撤退し、さんようバスが参入。広島豊浜豊線のみ利用可能に。
- 2009年（平成21年）
  - 10月31日 - 呉市交通局、芸陽バス、中国JRバスがカードの販売を終了。
  - 12月31日 - 広島電鉄、広島バス、備北交通、広島高速交通がカードの販売を終了。PASPYの品不足により当初の予定より2か月延長。
- 2010年（平成22年）
  - 1月31日 - 広島交通がカードの販売を終了。PASPYの品不足により当初の予定より3か月延長。
  - 10月31日 - さんようバスがカードの取扱いを終了。代替されず完全に廃止。
- 2011年（平成23年）
  - 1月17日 - 廃止に伴う無手数料による払い戻しへの対応を開始（払い戻しは発行事業者毎でのみの対応）[4][5][6][7][8][9][10]。当初は2012年3月31日までの取り扱いを予定していたが、のちに期間延長を発表。
  - 3月31日 - 各社局でカードの利用を終了、以降払い戻し・PASPYへの移し替えのみの取り扱いを実施。ICカードPASPYに移行。
- 2012年（平成24年）4月1日 - 呉市交通局発行の磁気カードの払い戻しを広島電鉄で取り扱い開始[11]。
- 2020年（令和2年）3月31日 - 各社でカードの無手数料による払い戻し・PASPYへの移し替えの取り扱いを終了。

## 利用方法

### 各バス社局・広電電車
乗車時
乗車口のカードリーダーにカードを通す。この際カードに乗車駅または乗車停留所が記録されるため、整理券を取る必要はない。ただし、通し忘れた場合、降車時に整理券を提示するか、乗車バス停を乗務員に説明する必要がある。
- 広電電車では一部の市内線電停や宮島線各駅にカードリーダーが設置されている。乗車前にここにカードを通しておけば、乗車口のカードリーダーにカードを投入する必要がない。

降車時
降車口のカードリーダーにカードを通す。運賃はこの時に一括で引き落とされる。
- 大人1人での使用時は、直接カードリーダーにカードを通して降車すればよい。
- 子供や運賃割引適用者が利用する場合・1枚のカードで複数人の運賃を支払う場合は、「子供運賃」「大人○人、子供○人での利用」のように子供・割引運賃の適用者であることや、カードで運賃を支払う大人と子供の人数をそれぞれはっきりと乗務員に伝え、乗務員の指示を受けてからカードを通す（乗務員がカードリーダーの設定を変更する必要があるため）。なお、乗車時は特に乗務員に声を掛ける必要はない。
- 運賃がカード残額に満たない場合は、現金の他、別のカードで不足分を支払うことができる。

乗り換え・乗り継ぎ
広電電車から別系統の広電電車に乗換指定電停で30分以内に乗り換える場合、乗り換えた電車の運賃は無料となる（運賃の異なる白島線から別系統への乗り換えは大人50円・小児30円が乗り換えた電車の降車時に引き落とされる）。
- 現金で乗り換えの際必要となる乗換カードを乗務員から受け取る必要はなく、最初に乗った電車、乗り換えた電車ともにカードリーダーにカードを通すだけで、自動的に処理される。

広電電車から各社局バス相互の乗り換え、バス相互の乗り換えは、同一社局間や異社局間に関わらず、60分以内であれば乗り換えた電車・バスの運賃が一律20円引きとなる。ただし、バスからバスへの乗り換えの場合、同一系統の乗り継ぎ（いわゆる途中下車）、往復乗車は対象外である。

### 広島高速交通
アストラムラインでは、2009年8月8日のPASPY導入時に減算方法が変更され、駅での出場時に自動改札機にカードを投入すると、利用区間の運賃の全額が引き落とされる方法に変更された。
注意事項
以下の場合は、入場前に自動券売機にて乗車券類への引き換えや差額の支払いが必要となる。
- 入場券として利用する時。

- アストラムラインでは、開業時から他の共通カード参加社局と異なり、まず入場時に大人初乗り運賃の180円が減算され、出場時に差額が減算されるパスネットと同様の方式を採っていた。しかし、PASPY導入後は、入場時に大人初乗り運賃の180円の減算を行わず、出場時に利用区間の運賃を一括して減算する方式に変更された。従って、カード残額が10円以上あれば入場できるようになった。
- 自動改札機はカードの2枚同時投入に対応していないため、残額はあるが目的駅までの運賃には満たない場合は、そのまま入場し、着駅の自動精算機で精算する必要がある。
- 自動券売機と自動精算機はカード2枚までの処理に対応している。従って、不足額を別のカードで支払うことも可能である。

- 複数人で使用する時。
- 小児

- 割引運賃対象者も同様。

### 宮島松大汽船
- 乗船時に、改札口のカードリーダーにカードを通せば、大人1人分の運賃が引き落とされる。
- 子供、割引運賃の適用者、複数人での利用時は、カードを通す前に係員に申し出る必要がある。

### JR西日本宮島フェリー 宮島航路
- すべて宮島（宮島桟橋）側の改札口で処理される。
- 宮島口から宮島に向かう場合は上陸時に、宮島から宮島口に向かう場合は乗船時に、それぞれ改札口のカードリーダーにカードを通せば、大人1人分の運賃が引き落とされる。
- 子供、割引運賃の適用者、複数人での利用時は、カードを通す前に係員に申し出る必要がある。

## いさりびカード
広島電鉄と中国JRバス、石見交通では、バスカードの他に高速広浜線いさりび号を運行する3社共通で利用できるいさりびカード（3,000円・5,000円の2種。プレミア額はバスカードと同額）を発売していた。こちらは広島～浜田線専用とはなっているが、広島・島根両県のバスカードシステムに対応している中国JRバス発行のバスカードを流用したカードのため、広島・島根両県の一般路線でも共通で利用できた。
いさりびカードは、いさりび号（広島 - 浜田線）の石見交通便へのPASPY導入・全便全車両対応化に伴い、2010年8月31日の発売（期間前でも在庫が切れた時点で終了する場合あり）をもって終了、2011年3月31日をもって利用が停止された。なお、カード自体は島根県内のバス事業者のバスカード対応路線で当面利用可能。

### 注記
1. ↑  当時は広島バスセンターで発行する乗車券については発着するバス事業者共通で利用可能とされており、6社共通バスカードについても回数乗車券扱いであったことから、広島バスセンター発行のカードも存在した。このため、6社共通バスカードではあるが、発行会社としては上記6社に広島バスセンターを加えた7社であった。広島バスセンター発行のバスカードの表面にはバス事業者名が表記されていない点で区別可能であった。
2. ↑  「パセオ」とはスペイン語で「散歩」の意[3]。